# IAESTE
Az IAESTE (The International Association for the Exchange of Students for Technical Experience) egy több mint 80 tagországból álló világszervezet, amely 1948-ban kezdte meg működését. Magyar tagszervezete az IAESTE Hungary – Magyar Mérnökhallgatók Egyesülete politikamentes, nonprofit, kiemelten közhasznú civil szervezet, melynek programjait az ország műszaki és természettudományi egyetemein és főiskoláin tanuló diákok szervezik önkéntes munkában.

## Céljai
Nemzetközi együttműködés keretében a hazai műszaki jellegű felsőoktatási intézményekben a hallgatók gyakorlati oktatásának, szélesebb körű képzésének segítése, kiegészítése, valamint a pályakezdő mérnökök megfelelő álláshoz jutásának elősegítése. Tevékenységükkel hozzájárulnak a vállalati szféra, a felsőoktatás és a diákság közti minél eredményesebb kapcsolat létrejöttéhez, illetve ahhoz, hogy a műszaki egyetemek és főiskolák kapuit nemzetközileg is elismert és hasznosítható tudással hagyják el a diákok.
Céljaik megvalósításának eszközei: Nemzetközi Szakmai Gyakorlatcsere Program, Mérnökfutam mérnökverseny, Szakmai & Karriernap, MakeIt,  gyárlátogatások, állásbörzék szervezése, belső- és a szakmai képzések.

## Főbb programjai

### Nemzetközi Szakmai Gyakorlatcsere Program
A vállalatok és a hallgatók körében az IAESTE alaptevékenysége, a Nemzetközi Szakmai Gyakorlatcsere Program bizonyult a legnépszerűbbnek az IAESTE tevékenységei közül. A program amellett, hogy a műszaki és természettudományi egyetemeken, főiskolákon megszerzett elméleti tudás gyakorlatban való hasznosítására ad alkalmat, lehetőséget biztosít más országok kultúrájának, gazdaságának megismerésére is, ami napjainkban nélkülözhetetlen kiegészítő tudásanyagot jelent. A csereprogram által 1948 óta a világ 300 000 diákja utazhatott más országokba, hogy valamely cégnél, illetve intézménynél a tanulmányaihoz illeszkedő szakmai gyakorlaton vegyen részt külföldön. Magyarország 1982-ben kapcsolódott be a programba, akkor 7 hallgató utazhatott Finnországba. Az IAESTE Hungary évente 30-40 magyar diáknak tud külföldi szakmai gyakorlatot biztosítani az öt kontinens több mint 80 országába, s ugyanekkora számban fogadják a külföldi hallgatókat, akik az IAESTE által megkeresett hazai cégeknél, tanszékeken, kutatóintézetekben szerezhetnek értékes szakmai tapasztalatokat és hasznosíthatják tudásukat. Link

### Mérnökfutam
Az IAESTE Hungary 2013 óta minden évben megrendez egy versenyt, ahol gépészmérnök, villamosmérnök és informatikus csapatok mérhetik össze tudásukat. A verseny keretében a diákoknak lehetőségük van gyakorlati példákat megoldani, melyeket a munka világából kapnak. Háromfős csapatoknak először egy online fordulóban kell teljesítenie, a legjobb csapatok továbbjutnak az élő fordulóba. Az első három csapat pénzdíjazásban vagy tárgynyereményben részesül, melyet szakmai fejlődésükre fordíthatnak. Link

### Szakmai & Karriernap
A rendezvény célja, hogy a diákok és a részt vevő cégek egy közvetlen környezetben találkozhassanak egymással. A műszaki és természettudományi szakokon hallgató diákok egyetemi helyszíneken tanulmányaikban releváns cégek előadásain keresztül megismerkedhetnek új technológiákkal, gyakorlati fortélyokkal, rálátást nyerhetnek a szakma nyújtotta lehetőségekre. Az esemény során kerekasztal-beszélgetések keretében a cégek is megismerkedhetnek az új mérnökgenerációval és felmérhetik a bennük rejlő potenciált. Link

### Gyárlátogatások
Az IAESTE Hungary rendszeresen szervez a gyár- és építkezéslátogatásokat, hogy a hallgatók kiegészíthessék elméleti tudásukat gyakorlati tapasztalatokkal, megismerhessék testközelből a különböző gyárak által alkalmazott legfrissebb technológiákat.

## Régebbi programok

### Állásvadász program
Az Állásvadász beindításának ötlete annak a felismerésnek a hatására született, hogy szükség van egy olyan programra, amely kifejezetten frissdiplomás mérnököket segít hozzá a számukra legmegfelelőbb első munkahely megtalálásához. Mind saját tapasztalatok, mind szociológiai felmérések azt mutatták, hogy az egyetemekről, főiskolákról kikerülő fiatalok ritkán találnak olyan munkahelyet, amely megfelelne szakmai tudásuknak, nyelvismeretüknek, rátermettségüknek. Ennek oka pedig az, hogy a vállalatoknak nem áll elegendő információ a rendelkezésükre a pályakezdő végzett mérnökökről, nem tudják hol felvenni velük a kapcsolatot. Ezen kíván segíteni az Állásvadász program, amely működését tekintve egy számítógépes adatbázison alapul. Ebben a jelentkező végzős-, illetve nemrég (maximum 3 éve) végzett hallgatók adatai vannak nyilvántartva, és az IAESTE-t megkereső vállalatoknak – természetesen szigorú diszkréció mellett – az általuk megadott szakmai-, nyelvi szempontoknak megfelelő hallgatók kerülnek kiközvetítésre. A program filozófiájának megfelelően az IAESTE nem minősíti, ajánlja a hallgatókat, csak kiválasztja azokat a vállalat igényei szerint. Köszönhetően annak, hogy az Egyesület az ország egész területén, majd minden műszaki és természettudományi felsőoktatási intézményben jelen van, minden műszaki terület szakemberei megtalálhatóak az adatbázisban.

## Külső hivatkozások
- www.iaeste.org
- www.iaeste.hu